# Vodeno plavetilo
Vodeno plavetilo (hidroleja, lat. Hydrolea), manji biljni rod vodenih polugrmova koji čini samostalnu porodicu Hydroleaceae. Ime porodice dolazi po rodu hidroleja (Hydrolea) a priznato je 12 vrsta koje su raširene po Africi, Sjevernoj i Južnoj Americi i Aziji. Neke vrste introducirane su po drugim državama.
Porodica je opisana u Botanical Register; consisting of coloured . . . 7: sub t. 566. 1821. (1 Aug 1821), a rod u Species Plantarum, Editio Secunda 1: 328. 1762.

## Vrste
1. Hydrolea brevistyla B. Verdcourt
2. Hydrolea corymbosa J.F.Macbr. ex Ell.
3. Hydrolea elatior Schott
4. Hydrolea floribunda Kotschy & Peyr.
5. Hydrolea macrosepala A. W. Benn.
6. Hydrolea ovata Nutt. ex Choisy
7. Hydrolea palustris (Aubl.) Raeusch.
8. Hydrolea quadrivalvis Walt.
9. Hydrolea sansibarica Gilg
10. Hydrolea spinosa L.
11. Hydrolea uniflora Rafin.
12. Hydrolea zeylanica (L.) Vahl

## Sinonimi
- Reichelia Schreb.; Gen. 200 (1789), nom. superfl.
- Sagonea Aubl.; Pl. Gui. 1: 285. t. 111 (1775)
- Steris L.; Mant. 1: 8 (1767)
- Nama L.; Sp. Pl. 226 (1753), non Nama L. 1759
- Ascleia Raf.; Sylva Tellur. 53 (1838)
- Beloanthera Hassk.; Flora 25: 55 (1842)